# ENQUIRE
ENQUIRE – wczesny, nieopublikowany projekt hipertekstowy (ok. 1980 r.) Tima Bernersa-Lee, który zawierał szereg idei wdrożonych dekadę później w World Wide Web oraz niektóre pomysły Semantic Web, choć różniący się w niektórych istotnych kwestiach. Nazwa była skrótem od znanej w czasach wiktoriańskich samokształceniowej książki Enquire Within Upon Everything, którą Berners-Lee czytał w młodych latach.